# Apanteles szalayi
Apanteles szalayi är en stekelart som beskrevs av Papp 1977. Apanteles szalayi ingår i släktet Apanteles och familjen bracksteklar. Inga underarter finns listade i Catalogue of Life.